# Dionisio García Carnero
Dionisio García Carnero, né à Friera de Valverde (Castille-et-León) le 13 novembre 1954 et mort le 16 juillet 2025 à Oviedo (Asturies), est un homme politique espagnol membre du Parti populaire (PP).

## Biographie

### Carrière politique
De 1987 à 1995, Dionisio García Carnero est adjoint au maire de Benavente.
Le 6 juin 1993, il est élu sénateur pour Zamora au Sénat et réélu successivement jusqu'en 2016, excepté en 2000.